# Leichtathletik-Weltmeisterschaften 2017/Teilnehmer (Kenia)
| Gelbes Symbol für Goldmedaillen mit stilisierten Olympischen Ringen | Graues Symbol für Silbermedaillen mit stilisierten Olympischen Ringen | Braundes Symbol für Bronzemedaillen mit stilisierten Olympischen Ringen |
| ------------------------------------------------------------------- | --------------------------------------------------------------------- | ----------------------------------------------------------------------- |
| 5                                                                   | 2                                                                     | 4                                                                       |

Von Kenia wurden 21 Athletinnen und 29 Athleten für die Weltmeisterschaften in London nominiert.
David Rudisha (800 Meter) musste seine Teilnahme absagen, da er sich eine Verletzung an der Oberschenkelmuskulatur zugezogen hatte.

## Ergebnisse

### Frauen

#### Laufdisziplinen
| Athletin                    | Disziplin        | Vorlauf         | Vorlauf | Halbfinale         | Halbfinale         | Finale             | Finale             |
| Athletin                    | Disziplin        | Zeit            | Platz   | Zeit               | Platz              | Zeit               | Platz              |
| --------------------------- | ---------------- | --------------- | ------- | ------------------ | ------------------ | ------------------ | ------------------ |
| Maximila Imali              | 400 m            | 53,97 s         | 46      | nicht qualifiziert | nicht qualifiziert | nicht qualifiziert | nicht qualifiziert |
| Eunice Jepkoech Sum         | 800 m            | DNS             | DNS     | –––                | –––                | –––                | –––                |
| Emily Cherotich Tuei        | 800 m            | 2:02,70 min     | 30      | nicht qualifiziert | nicht qualifiziert | nicht qualifiziert | nicht qualifiziert |
| Margaret Nyairera Wambui    | 800 m            | 2:00,75 min     | 6       | 2:01,19 min        | 17                 | 1:57,54 min        | 4                  |
| Winny Chebet                | 1500 m           | 4:03,19 min     | 4       | 4:06,29 min        | 15                 | nicht qualifiziert | nicht qualifiziert |
| Faith Kipyegon              | 1500 m           | 4:03,09 min     | 3       | 4:03,54 min        | 1                  | 4:02,59 min        | Gold               |
| Judy Kiyeng                 | 1500 m           | 4:13,65 min     | 39      | nicht qualifiziert | nicht qualifiziert | nicht qualifiziert | nicht qualifiziert |
| Beatrice Chepkoech          | 3000 m Hindernis | 9:19,03 min     | 1       |                    |                    | 9:10,45 min        | 4                  |
| Celliphine Chepteek Chespol | 3000 m Hindernis | 9:27,35 min     | 5       |                    |                    | 9:15,04 min        | 6                  |
| Hyvin Kiyeng                | 3000 m Hindernis | 9:40,53 min     | 16      |                    |                    | 9:04,03 min        | Bronze             |
| Purity Cherotich Kirui      | 3000 m Hindernis | 9:40,53 min     | 17      |                    |                    | 9:40,53 min        | 10                 |
| Margaret Chelimo Kipkemboi  | 5000 m           | 15:00,39 min    | 12      |                    |                    | 14:48,74 min       | 5                  |
| Sheila Chepkirui            | 5000 m           | 14:57,58 min PB | 6       |                    |                    | 14:54,05 min PB    | 7                  |
| Hellen Obiri                | 5000 m           | 14:56,70 min    | 1       |                    |                    | 14:34,86 min       | Gold               |
| Irene Cheptai               | 10.000 m         |                 |         |                    |                    | 31:21,11 min SB    | 7                  |
| Alice Aprot Nawowuna        | 10.000 m         |                 |         |                    |                    | 31:11,86 min SB    | 4                  |
| Agnes Jebet Tirop           | 10.000 m         |                 |         |                    |                    | 31:03,50 min PB    | Bronze             |
| Grace Wanjiru Njue          | 20 km Gehen      |                 |         |                    |                    | 1:35:22 h          | 37                 |
| Flomena Cheyech Daniel      | Marathon         |                 |         |                    |                    | 2:27:21 h SB       | 4                  |
| Edna Ngeringwony Kiplagat   | Marathon         |                 |         |                    |                    | 2:27:18 h SB       | Silber             |
| Helah Jelagat Kiprop        | Marathon         |                 |         |                    |                    | 2:28:19 h          | 7                  |

### Männer

#### Laufdisziplinen
| Athlet                    | Disziplin        | Qualifikation | Qualifikation | Vorlauf      | Vorlauf | Halbfinale         | Halbfinale         | Finale             | Finale             |
| Athlet                    | Disziplin        | Zeit          | Platz         | Zeit         | Platz   | Zeit               | Platz              | Zeit               | Platz              |
| ------------------------- | ---------------- | ------------- | ------------- | ------------ | ------- | ------------------ | ------------------ | ------------------ | ------------------ |
| Mark Odhiambo             | 100 m            | 10,40 s       | 10            | 10,37 s      | 36      | nicht qualifiziert | nicht qualifiziert | nicht qualifiziert | nicht qualifiziert |
| Mark Odhiambo             | 200 m            |               |               | 20,74 s      | 32      | nicht qualifiziert | nicht qualifiziert | nicht qualifiziert | nicht qualifiziert |
| Collins Omae Gichana      | 400 m            |               |               | 46,10 s      | 37      | nicht qualifiziert | nicht qualifiziert | nicht qualifiziert | nicht qualifiziert |
| Raymond Kibet             | 400 m            |               |               | 45,35 s      | 25      | nicht qualifiziert | nicht qualifiziert | nicht qualifiziert | nicht qualifiziert |
| Boniface Mweresa          | 400 m            |               |               | 45,58 s      | 20      | 45,93 s            | 22                 | nicht qualifiziert | nicht qualifiziert |
| Kipyegon Bett             | 800 m            |               |               | 1:45,76 min  | 4       | 1:45,02 min        | 1                  | 1.45,21 min        | Bronze             |
| Emmanuel Korir            | 800 m            |               |               | 1:47,08 min  | 24      | 1:46,08 min        | 8                  | nicht qualifiziert | nicht qualifiziert |
| Ferguson Cheruiyot Rotich | 800 m            |               |               | 1:45,77 min  | 6       | 1:46,49 min        | 15                 | nicht qualifiziert | nicht qualifiziert |
| Michael Loturomom Saruni  | 800 m            |               |               | DNS          | DNS     | nicht qualifiziert | nicht qualifiziert | nicht qualifiziert | nicht qualifiziert |
| Timothy Cheruiyot         | 1500 m           |               |               | 3:38,41 min  | 2       | 3:38,41 min        | 2                  | 3:33,99 min        | Silber             |
| Asbel Kiprop              | 1500 m           |               |               | 3:45,96 min  | 25      | 3:40,14 min        | 13                 | 3:37,24 min        | 9                  |
| Ronald Kwemoi             | 1500 m           |               |               | 3:43,10 min  | 18      | 3:39,47 min        | 9                  | nicht qualifiziert | nicht qualifiziert |
| Elijah Motonei Manangoi   | 1500 m           |               |               | 3:45,93 min  | 24      | 3:40,10 min        | 12                 | 3:33,61 min        | Gold               |
| Jairus Kipchoge Birech    | 3000 m Hindernis |               |               | 8:23,84 min  | 11      |                    |                    | 8:32,90 min        | 12                 |
| Ezekiel Kemboi            | 3000 m Hindernis |               |               | 8:20,61 min  | 4       |                    |                    | 8:29,38 min        | 11                 |
| Brimin Kiprop Kipruto     | 3000 m Hindernis |               |               | 8:33,33 min  | 23      |                    |                    | nicht qualifiziert | nicht qualifiziert |
| Conseslus Kipruto         | 3000 m Hindernis |               |               | 8:23,80 min  | 10      |                    |                    | 8:14,12 min        | Gold               |
| Aron Kipchumba Koech      | 400 m Hürden     |               |               | 49,55 s      | 11      | 50,40 s            | 18                 | nicht qualifiziert | nicht qualifiziert |
| Davis Kiplangat           | 5000 m           |               |               | 14:52,98 min | 37      |                    |                    | nicht qualifiziert | nicht qualifiziert |
| Josphat Kiprono Menjo     | 5000 m           |               |               | 13:35,68 min | 30      |                    |                    | nicht qualifiziert | nicht qualifiziert |
| Cyrus Rutto               | 5000 m           |               |               | 13:22,45 min | 3       |                    |                    | 13:48,64 min       | 13                 |
| Geoffrey Kipsang Kamworor | 10.000 m         |               |               |              |         |                    |                    | 26:57,77 min SB    | 6                  |
| Bedan Karoki Muchiri      | 10.000 m         |               |               |              |         |                    |                    | 26:52,12 min PB    | 4                  |
| Paul Kipngetich Tanui     | 10.000 m         |               |               |              |         |                    |                    | 26:50,60 min SB    | Bronze             |
| Samuel Ireri Gathimba     | 20 km Gehen      |               |               |              |         |                    |                    | 1:22:52 h SB       | 30                 |
| Simon Wachira             | 20 km Gehen      |               |               |              |         |                    |                    | DNF                | DNF                |
| Gideon Kipketer           | Marathon         |               |               |              |         |                    |                    | 2:10:56 h          | 6                  |
| Geoffrey Kipkorir Kirui   | Marathon         |               |               |              |         |                    |                    | 2:08:27 h          | Gold               |
| Daniel Kinyua Wanjiru     | Marathon         |               |               |              |         |                    |                    | 2:12:16 h          | 8                  |

#### Sprung/Wurf
| Athlet      | Disziplin | Qualifikation | Qualifikation | Finale     | Finale |
| Athlet      | Disziplin | Weite/Höhe    | Platz         | Weite/Höhe | Platz  |
| ----------- | --------- | ------------- | ------------- | ---------- | ------ |
| Julius Yego | Speerwurf | 83,57 m       | 12            | 76,29 m    | 13     |